# Micareta de Feira
Micareta de Feira é um carnaval fora de época realizado na cidade de Feira de Santana durante quatro dias do mês de abril. Considerado o primeiro evento do gênero, a micareta atrai milhares de foliões de várias partes do país.
O nome micareta deriva-se de uma festa francesa Mi-carême, que era realizada no período de Quaresma. É uma das maiores atrações turísticas da cidade. Saulo Fernandes, Bell Marques, Daniela Mercury, Claudia Leitte, Alinne Rosa,Cheiro de Amor, Banda Eva, Luiz Caldas, Jammil, Harmonia do Samba,Tomate,Chiclete com Banana,Timbalada e Psirico são algumas das estrelas que fazem a micareta e desfilam nos grandes blocos locais como: Bafo de Baco , A tribo(puxado por Ivete Sangalo de 1998 a 2005), Trote , Bloco dos amigos , Bloco Cerveja e cia, além de camarotes como o Dicamarote , Camarote Dj Agenor e Camarote Central Mix, que trazem artistas de renomes nacional como Thiaguinho e Cidade Negra, além de atrairem subcelebridades para a festa.A festa de largo acontece no circuito Maneca Ferreira com uma extensão de 2km na Av Presidente Dutra atraindo milhares de turistas que vem todo ano de varias partes do país brincar o "Carnaval de Abril que sacode o Brasil". A micareta ao longo dos anos passou por diversas mudanças facilitando a dinâmica e a manutenção deste grande evento , inclusive  foi no micareta de feira , que Bell Marques assumiu pela primeira vez o vocal da Banda Chiclete com Banana, foi também nesta micareta que a cantora Ivete Sangalo lançou sua carreira solo para todo o Brasil, foi no ano de 2007 que a Banda Cavaleiros do Forró gravou seu primeiro DVD Elétrico durante a Micareta.A micareta ainda é uma das poucas no Brasil realizada na rua , tornando ela um dos maiores espetáculos populares do país e da Bahia, movimentando na cidade 50 milhões de reais aproximadamente em capital de giro e incentivo, antes da Micareta a prefeitura junto com partes da iniciativa  privada da cidade e com apoio de patrocinadores realiza o "esquente da Micareta" com desfile de fanfarras e bandas pela rua São Domingos. No ano de 2016 a micareta apesar da crise foi realizada mais uma vez com sucesso e altos investimentos do poder público e grande investimento da iniciativa privada da cidade  atraindo artistas como Jorge e Mateus, Anitta, Saulo Fernandes retornando com a "Pipoca do Saulo", Cláudia Leitte, Wesley Safadão, Alinne Rosa, Durval Lélis, entre tantos outros e artistas locais a edição 2016 foi considerada um sucesso assim como as outras.